# سرگردان در توکیو
سرگردان در توکیو (انگلیسی: Adrift in Tokyo) فیلمی ژاپنی محصول ۲۰۰۷ است که بر اساس رمانی از یوشیناگا فوجیتا ساخته شده‌است.